# Hippocampus trimaculatus
Hippocampus trimaculatus is een  straalvinnige vissensoort uit de familie van zeenaalden en zeepaardjes (Syngnathidae). De wetenschappelijke naam van de soort is voor het eerst geldig gepubliceerd in 1814 door Leach.
De soort staat op de Rode Lijst van de IUCN als Kwetsbaar, beoordelingsjaar 2003. De omvang van de populatie is volgens de IUCN dalend.